# Lijst van burgemeesters van Aagtekerke
Dit is een lijst van burgemeesters van de voormalige Nederlandse gemeente Aagtekerke tot die gemeente op 1 juli 1966 opging in de nieuwe gemeente Mariekerke.
| Ambtsperiode | Naam burgemeester     | Partij of stroming | Bijzonderheden                                             |
| ------------ | --------------------- | ------------------ | ---------------------------------------------------------- |
| 1806 - 1812  | Pieter Janse Maljaars |                    | 1770-1824; waarnemend in 1813                              |
| 1812 - 1831  | Laurens Verhage       |                    | overleed als burgemeester                                  |
| 1831 - 1853  | Klaais (K.) Maljaars  |                    |                                                            |
| 1853 - 1878  | Jan (J.) de Visser    |                    |                                                            |
| 1878 - 1903  | Jan (J.) Peper        |                    |                                                            |
| 1903 - 1926  | Johannes de Visser    |                    |                                                            |
| 1926 - 1954  | Jan (J.) Bosselaar    | ARP                | vanaf mei 1953 waarnemend burgemeester                     |
| 1954 - 1962  | Jacob (J.) Geuze      |                    | vanaf 1961 waarnemend, eerder burgemeester van Wissenkerke |
| 1962 - 1966  | Jakob (J.) Melse      | SGP                | waarnemend                                                 |